# Enchelycore carychroa
Enchelycore carychroa är en fiskart som beskrevs av Böhlke och Böhlke, 1976. Enchelycore carychroa ingår i släktet Enchelycore och familjen Muraenidae. Inga underarter finns listade i Catalogue of Life.